# Hayk Išxanyan
Hayk Išxanyan (in armeno Հայկ Իշխանյան?; traslitterazione anglosassone: Hayk Ishkhanyan; Erevan, 24 giugno 1989) è un ex calciatore armeno, di ruolo difensore.

## Carriera

### Club
Ha giocato nella massima serie armena.

### Nazionale
Nel 2017 ha esordito in nazionale.

## Statistiche

### Cronologia presenze e reti in nazionale
| Cronologia completa delle presenze e delle reti in nazionale ― Armenia | Cronologia completa delle presenze e delle reti in nazionale ― Armenia | Cronologia completa delle presenze e delle reti in nazionale ― Armenia | Cronologia completa delle presenze e delle reti in nazionale ― Armenia | Cronologia completa delle presenze e delle reti in nazionale ― Armenia | Cronologia completa delle presenze e delle reti in nazionale ― Armenia | Cronologia completa delle presenze e delle reti in nazionale ― Armenia | Cronologia completa delle presenze e delle reti in nazionale ― Armenia |
| Data                                                                   | Città                                                                  | In casa                                                                | Risultato                                                              | Ospiti                                                                 | Competizione                                                           | Reti                                                                   | Note                                                                   |
| ---------------------------------------------------------------------- | ---------------------------------------------------------------------- | ---------------------------------------------------------------------- | ---------------------------------------------------------------------- | ---------------------------------------------------------------------- | ---------------------------------------------------------------------- | ---------------------------------------------------------------------- | ---------------------------------------------------------------------- |
| 9-11-2017                                                              | Erevan                                                                 | Armenia                                                                | 4 – 1                                                                  | Bielorussia                                                            | Amichevole                                                             | -                                                                      | 68’ 86’                                                                |
| 13-11-2017                                                             | Erevan                                                                 | Armenia                                                                | 3 – 2                                                                  | Cipro                                                                  | Amichevole                                                             | 1                                                                      |                                                                        |
| 24-3-2018                                                              | Erevan                                                                 | Armenia                                                                | 0 – 0                                                                  | Estonia                                                                | Amichevole                                                             | -                                                                      |                                                                        |
| 27-3-2018                                                              | Erevan                                                                 | Armenia                                                                | 0 – 1                                                                  | Lituania                                                               | Amichevole                                                             | -                                                                      |                                                                        |
| 29-5-2018                                                              | Wattens                                                                | Malta                                                                  | 1 – 1                                                                  | Armenia                                                                | Amichevole                                                             | -                                                                      | 78’                                                                    |
| 9-9-2018                                                               | Skopje                                                                 | Macedonia                                                              | 2 – 0                                                                  | Armenia                                                                | UEFA Nations League 2018-2019 - 1º turno                               | -                                                                      |                                                                        |
| 11-6-2019                                                              | Atene                                                                  | Grecia                                                                 | 2 – 3                                                                  | Armenia                                                                | Qual. Euro 2020                                                        | -                                                                      |                                                                        |
| 8-9-2019                                                               | Erevan                                                                 | Armenia                                                                | 4 – 2                                                                  | Bosnia ed Erzegovina                                                   | Qual. Euro 2020                                                        | -                                                                      |                                                                        |
| 12-10-2019                                                             | Vaduz                                                                  | Liechtenstein                                                          | 1 – 1                                                                  | Armenia                                                                | Qual. Euro 2020                                                        | -                                                                      |                                                                        |
| 15-10-2019                                                             | Turku                                                                  | Finlandia                                                              | 3 – 0                                                                  | Armenia                                                                | Qual. Euro 2020                                                        | -                                                                      |                                                                        |
| 15-11-2019                                                             | Erevan                                                                 | Armenia                                                                | 0 – 1                                                                  | Grecia                                                                 | Qual. Euro 2020                                                        | -                                                                      |                                                                        |
| 18-11-2019                                                             | Palermo                                                                | Italia                                                                 | 9 – 1                                                                  | Armenia                                                                | Qual. Euro 2020                                                        | -                                                                      | 69’                                                                    |
| 18-11-2020                                                             | Erevan                                                                 | Armenia                                                                | 1 – 0                                                                  | Macedonia del Nord                                                     | UEFA Nations League 2020-2021 - 1º turno                               | -                                                                      | 90+1’                                                                  |
| Totale                                                                 |                                                                        | Presenze                                                               | 13                                                                     |                                                                        | Reti                                                                   | 1                                                                      |                                                                        |